# Palazzo di Cristallo (Lubiana)
Il palazzo di Cristallo (in sloveno Kristalna palača) è un grattacielo di Lubiana situato nel distretto di Jarše, a poca distanza dal centro cittadino e nei pressi dell'area commerciale BTC.

## Storia
La costruzione dell'edificio iniziò con la posa della prima pietra il 15 maggio 2009, raggiungendo l'altezza finale nel mese di settembre 2010. Brane Smole e Denis Simčič sono gli architetti che hanno progettato l'edificio. L'investimento totale di 54 milioni di euro è stato finanziato dalla società BTC e Nuba e dalla società Skai center.
L'edificio ha un'altezza di 89 metri, il che lo rende il grattacielo più alto della Slovenia; al suo interno ci sono negozi, un centro benessere ed una sala congressi.

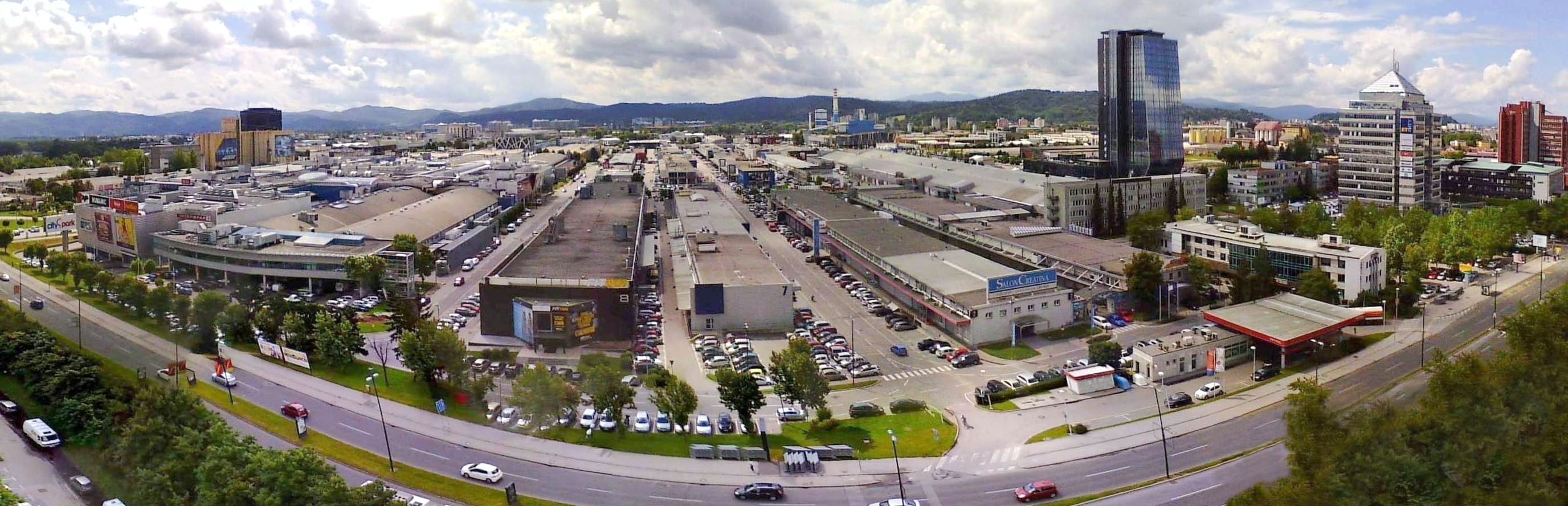
Vista aerea del distretto di Jarše; sulla destra il palazzo di Cristallo